# 鍾離郡
鍾離郡（しょうり-ぐん）は、中国にかつて存在した郡。東晋から唐代にかけて、現在の安徽省鳳陽県一帯に設置された。

## 概要
東晋の安帝のとき、淮南郡を分割して、鍾離郡が立てられた。鍾離郡は徐州に属し、郡治は燕県に置かれた。
421年（南朝宋の永初2年）、淮南の徐州が南徐州と改められると、鍾離郡は南徐州に転属した。元嘉年間、鍾離郡は南兗州に転属した。473年（元徽元年）、鍾離郡は徐州に転属した。宋の鍾離郡は燕・朝歌・楽平の3県を管轄した。
南朝斉のとき、鍾離郡は北徐州に属し、燕・朝歌・虞・零の4県を管轄した。
北斉のとき、鍾離郡は西楚州に属した。
582年（開皇2年）、西楚州は濠州と改められ、鍾離郡は濠州に属した。583年（開皇3年）、隋が郡制を廃すると、鍾離郡は廃止されて、濠州に編入された。607年（大業3年）に州が廃止されて郡が置かれると、濠州が鍾離郡と改称された。鍾離郡は鍾離・定遠・化明・塗山の4県を管轄した。
620年（武徳3年）、唐により鍾離郡は濠州と改められ、鍾離・塗山・定遠・招義の4県を管轄した。742年（天宝元年）、濠州は鍾離郡と改称された。758年（乾元元年）、鍾離郡は濠州と改称され、鍾離郡の呼称は姿を消した。